# Бібі (Арканзас)
Бібі (англ. Beebe) — місто (англ. city) в США, в окрузі Вайт штату Арканзас. Населення — 8437 осіб (2020).

## Географія
Бібі розташоване за координатами 35°4′21″ пн. ш. 91°54′4″ зх. д. / 35.07250° пн. ш. 91.90111° зх. д. (35.072433, -91.901059).  За даними Бюро перепису населення США в 2010 році місто мало площу 26,48 км², з яких 26,18 км² — суходіл та 0,30 км² — водойми.

## Демографія
Згідно з переписом 2010 року, у місті мешкало 7315 осіб у 2874 домогосподарствах у складі 1966 родин. Густота населення становила 276 осіб/км².  Було 3115 помешкань (118/км²). 
Расовий склад населення:
| - 89,5 % — білих - 5,8 % — чорних або афроамериканців - 1,0 % — корінних американців - 0,4 % — азіатів - 0,1 % — вихідців з тихоокеанських островів |

До двох чи більше рас належало 2,6 %. Іспаномовні складали 2,6 % від усіх жителів.
За віковим діапазоном населення розподілялося таким чином: 27,2 % — особи молодші 18 років, 60,8 % — особи у віці 18—64 років, 12,0 % — особи у віці 65 років та старші. Медіана віку мешканця становила 32,4 року. На 100 осіб жіночої статі у місті припадало 92,8 чоловіків;  на 100 жінок у віці від 18 років та старших — 88,6 чоловіків також старших 18 років.
Середній дохід на одне домашнє господарство  становив 56 918 доларів США (медіана — 36 558), а середній дохід на одну сім'ю — 67 056 доларів (медіана — 48 893). Медіана доходів становила 48 333 долари для чоловіків та 24 793 долари для жінок. За межею бідності перебувало 28,8 % осіб, у тому числі 33,3 % дітей у віці до 18 років та 14,9 % осіб у віці 65 років та старших.
Цивільне працевлаштоване населення становило 3032 особи. Основні галузі зайнятості: освіта, охорона здоров'я та соціальна допомога — 31,3 %, роздрібна торгівля — 18,2 %, науковці, спеціалісти, менеджери — 10,1 %, будівництво — 8,1 %.